# Gordon Murphy
Gordon Murphy (Chicago, 24 gennaio 1918 – Patna, 28 settembre 1972) è stato un missionario statunitense dell'ordine gesuita, inviato come educatore in India.

## Biografia
Figlio di Giuseppe e Ella Murphy, di origini irlandesi, era il fratello minore di Robert J Murphy SJ, gesuita e assistente pastore della Cattedrale di Cristo Re di Lexington nel Kentucky.
Gordon Murphy entrò nel'ordine gesuita il 1º settembre 1939. Nel 1947 si trasferì a Chuhari e Mokamah, in India, con cinque fratelli missionari. Studiò teologia a Pune e Kurseong e, dopo l'ordinazione sacerdotale e l'anno conclusivo, completo il terz'ordine ad Hazaribagh nel Bihar, venendo inviato come vice preside al collegio privato gesuita "San Francesco Saverio" di Patna, una scuola di circa seicento studenti della quale divenne il preside quando padre Nielsen fu assegnato in Nepal.
La sua gestione si contraddistinse per la sua capacità organizzativa e relazionale, facendo crescere la numerosità studentesca e la reputazione dell'istituto che divenne il punto di riferimento principale dell'educazione cristiana nello stato di Bihar e nelle regioni limitrofe. Lo stesso Murphy si presentò come un'autorità nell'istruzione gesuita, interrogata di frequente dalle organizzazioni governative.
Nonostante gli impegni, per vent'anni non mancò mai di presenziare alle gite scolastiche dei suoi ragazzi e alle prove per la recita annuale di un'opera di san Francesco Saverio. 

Dopo 74 anni di amministrazione da parte dei Fratelli cristiani, nel 1968 la Scuola di san Michele Arcangelo, a Patna, passò ai Gesuiti, che la accorparono all'istituto intitolato a Francesco Saverio e ad altre scuole minori. Gordon Murphy divenne il nuovo preside della scuola di san Michele.
Morì il giorno 28 nell'ospedale del luogo, dopo un ricovero di alcune settimane e un lieve attacco cardiaco subito tre anni prima. 

Alle sue esequie prese parte una delle folle più numerose che al 2013 si ricordino nella storia di Patna.